# Borzysław
Pour les articles homonymes, voir Borzysław (homonymie).
Borzysław (? – 30 juin 1317, Avignon) est archevêque de Gniezno de 1314 à 1317.
En 1311, Borzysław Belina devient le chancelier de Boleslas II de Mazovie. En 1314, il est choisi pour succéder à l’archevêque Jakub Świnka. Il se rend à Avignon à deux reprises (1314 et 1316) pour obtenir que le pape autorise Ladislas Ier le Bref à être couronné roi de Pologne et pour essayer de régler le conflit avec les Chevaliers teutoniques au sujet de la Poméranie de Gdańsk. Peu avant sa mort, il est consacré archevêque à Avignon par Jean XXII. Il y est inhumé dans l’église des Dominicains.
Janisław lui succède à Gniezno.